# Urbana, Veneto
Urbana är en ort och kommun i provinsen Padova i regionen Veneto i Italien. Kommunen hade 2 088 invånare (2018).